# Jerry Calà
Jerry Calà (Catania, 28 de junio de 1951) es un actor, director, guionista, cantante y humorista italiano. Ha recitado en muchas comedias de los años 80 y 90 consiguiendo gran éxito en Italia.

## Biografía
Jerry Calà nace en Catania pero durante la infancia se traslada primera a Milán y luego a Verona, dónde funda junto a Franco Oppini, Ninì Salerno y Umberto Smaila el grupo cómico "I gatti di vicolo miracoli" (conocidos también como "los Gatos").
En el 1981 Calà deja el grupo para emprender la carrera de actor solista:  desde entonces interpreta numerosas películas cómicas de gran éxito, colaborando con muchos directores entre cuyo Carlo Vanzina.
En el 1993 interpreta la película dramático "Diario di un vizio" dirigido por Marco Ferreri y vence el premio de la crítica italiana al Festival Internacional de Cine de Berlín. En el 1994 empieza a la dirección dirigiendo Chicken Park (distribuido en los cines españoles con el título Pollo jurásico),  parodia de Jurassic Park de Steven Spielberg.
De los años 2000 se dedica principalmente a la actividad de cantante y de humorista, dirigiendo todavía algunas películas. En el 2015 público junto al rapper J-Ax la canción  "Ocio", que registra más de 3 millones que visualizaciones.
Está casado con Bettina Castion y tiene un hijo de nombre Johnny, nato en el 2003.

## Filmografía
- Arrivano i gatti (1979)
- Una vacanza bestiale (1980)
- I Fichissimi (1981)
- Bomber (1982)
- Vado a vivere da solo (1982)
- Al bar dello sport (1983)
- Time for Loving (1983)
- Vacanze di Natale (1983),
- A Boy and a Girl (1984)
- Vacanze in America (1984)
- Domani mi sposo (1984)
- Love at First Sight (1985)

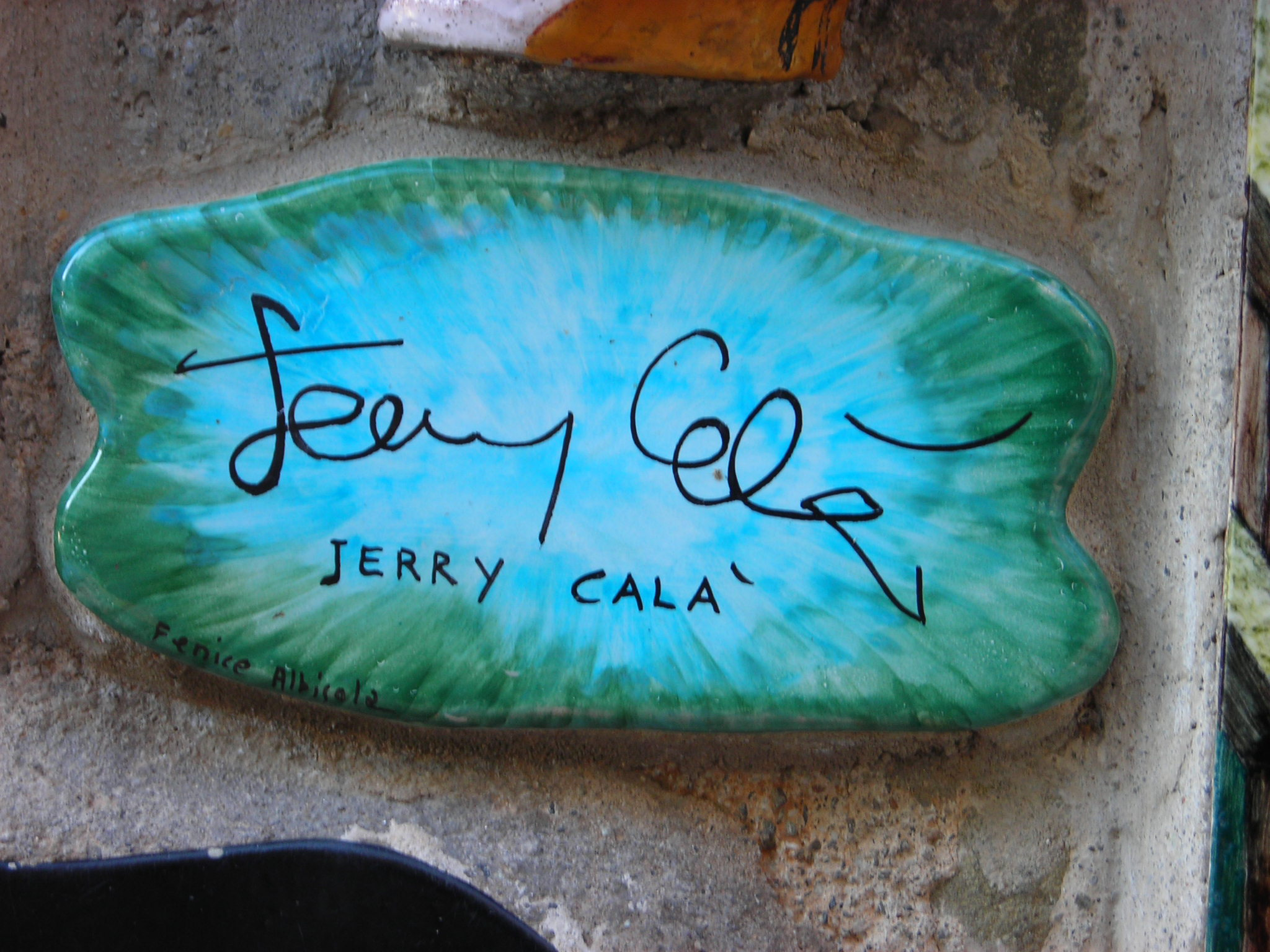
Jerry Calà's signature

- Yesterday - Vacanze al mare (1985) TV show
- Yuppies - I giovani di successo (1986)
- Il ragazzo del Pony Express (1986)
- Yuppies 2 (1987)
- Professione Vacanze (1987)
- Rimini Rimini (1987)
- Below zero (1987)
- Sposi (1988)
- Delitti e profumi (1988)
- Fratelli d'Italia (1989)
- Occhio alla perestrojka (1990)
- Abbronzatissimi (1991)
- Saint Tropez - Saint Tropez (1992)
- Diary of a Maniac (1993)
- Abbronzatissimi 2 (1993)
- Pollo jurásico (1994), también director
- Ragazzi della Notte (1995), también director
- Gli Inaffidabili (1997), también director
- Non chiamatemi papà (1997)
- Death Run (1999)
- The '60's (1999)
- Vita Smeralda (2006), también director
- Torno a vivere da solo (2008), también director
- Pipi Room (2011), solo director
- Operazione vacanze (2012)
- E io non pago (2012)
- Odissea nell'ospizio (2017), también director

## Cantante
- Prova (1977) con I Gatti di Vicolo Miracoli
- Capito?! (1979) con I Gatti di Vicolo Miracoli
- Maracaibo (1983)
- Pony Express Time (1986)
- Maracaibo (2004)
- Vita Smeralda (2006)
- Ocio con J-Ax (2015)